# 洪聖

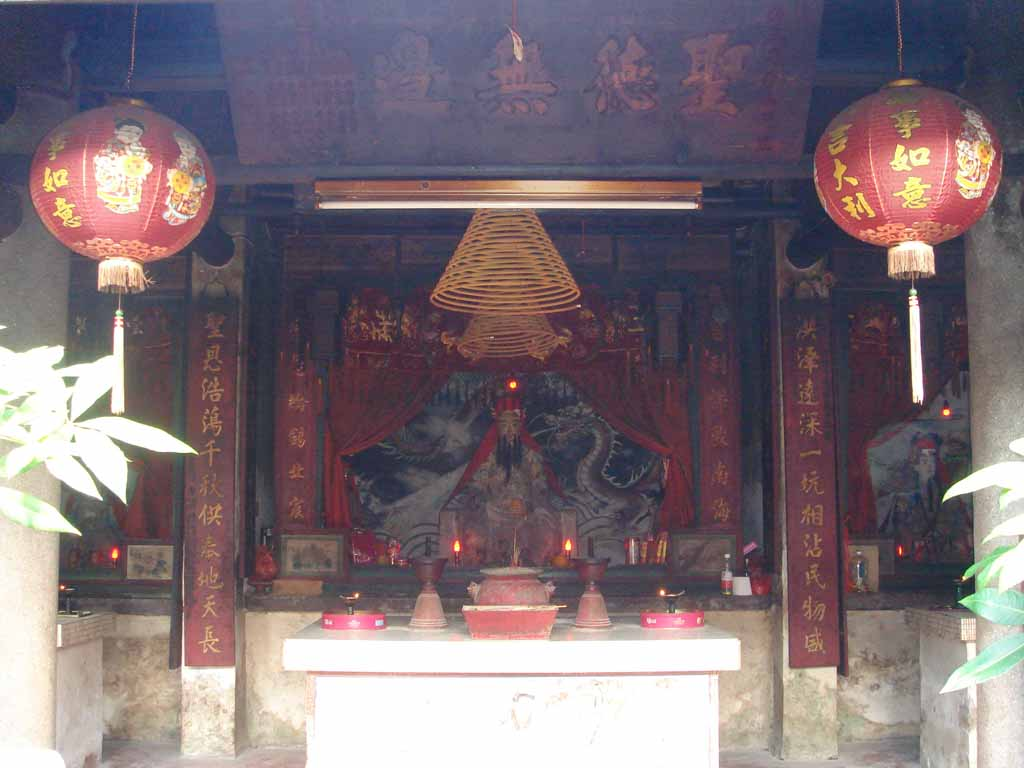
香港元朗屏山坑尾村屏山洪聖宮內的洪聖像。

洪聖是南海神在宋代时的封号，民间认为祂是唐代廣州刺史洪熙。
南海之神的称号，由隋文帝开皇十四年(公元594年)下诏册封开始。唐玄宗尊南海神為廣利王；宋朝为洪聖昭順王，元代为廣利灵孚王，明代为南海之神，清代加号昭明。其名號中最为响亮的是宋仁宗所封的洪圣王。

## 洪熙
洪熙，是唐代的廣州刺史，以廉潔忠貞聞名。他熟悉天文、地理、數學，曾設立氣象臺來觀察天氣，為漁民商旅減低出海的風險。後來於任內過勞死殉職。廣州沿海地区将他视为南海神洪聖王。
今天廣州市黃埔區南海神廟（民間稱為波羅廟）供奉的也是洪聖大王 .